# Cage Warriors 103: Copenhagen
Cage Warriors 103: Copenhagen er et kommende dansk-engelsk MMA-stævne, der afholdes den 9. marts 2019 i K.B. Hallen i København. Det er det første danske MMA stævne siden Danish MMA Night (2018), der udelukkende består af professionelle kampe.
I de 4 hovedkampe kæmper danske Nicolas Dalby mod franske Alex Lohoré om interim welterweight-titlen, danske Søren Bak mod franske Morgan Charriere om interim featherweight-titlen, Mark O. Madsen mod franske Thibaud Larchet og danske Mads Burnell mod bosniske Ahmed Vila.
Ligeledes får den den ubesejrede danske kæmper Danny Mathiasen og regerende MMA Galla Lightweight Champion, sin Cage Warriors debut på stævnet.

## International tv-transmittering
| Land    | Tv-kanal              |
| ------- | --------------------- |
| Denmark | TV3+/Viaplay Fighting |
| Norway  | Viaplay Fighting      |
| Sweden  | Viaplay Fighting      |

|  | Infoboks uden skabelon Denne artikel har en infoboks dannet af en tabel eller tilsvarende. |